# Aillant-sur-Tholon
Aillant-sur-Tholon là một xã của Pháp,tọa lạc ở tỉnh Yonne trong vùng Bourgogne.
Người dân ở đây trong tiếng Pháp gọi là Aillantais.

## Hành chính
| Danh sách các thị trưởng               |           |                 |      |                    |
| Giai đoạn                              | Giai đoạn | Tên             | Đảng | Tư cách            |
| tháng 3 năm 2001                       | mars 2008 | William Lemaire |      |                    |
| mars 2008                              |           | William Lemaire | UMP  | Conseiller général |
| Tất cả các dữ liệu trước đây không rõ. |           |                 |      |                    |

## Thông tin nhân khẩu
| Năm | 1962 | 1968 | 1975 | 1982 | 1990 | 1999 |
| --- | ---- | ---- | ---- | ---- | ---- | ---- |
| Dân số | 1048 | 1146 | 1281 | 1388 | 1487 | 1454 |
| From the year 1962 on: No double counting—residents of multiple communes (e.g. students and military personnel) are counted only once. |      |      |      |      |      |      |